# Thyde Rosell
Pour les articles homonymes, voir Rosell.
Thyde Rosell (née le 29 avril 1955 à Paris) est une militante anarchiste française. Institutrice, elle fonde avec son compagnon Jean-Marc Raynaud l'école Bonaventure sur l'île d'Oléron.

## Biographie
Thyde Rosell est issue d'une famille militante anarchiste, notamment ses grands-parents qui furent, dans leur vie mouvementée, amis d’André Breton, d’Albert Camus, de Michel Ragon, des frères Prévert, de Georges Brassens et de Léo Ferré.
Déjà institutrice en 1973, elle obtient une licence en Sciences de l'éducation à Bordeaux en 1988. La même année, elle adhère à la Fédération anarchiste où elle milite au sein du groupe Louise-Michel jusqu’en 1982. Elle adhére ensuite aux groupes Bakounine puis Nous autres de Charente-Maritime.
Elle exerce ensuite son métier d'enseignante spécialisé auprès d'enfants handicapés ou en grandes difficultés scolaires.

### L'aventure Bonaventure
Elle est la fondatrice, avec son compagnon Jean-Marc Raynaud et un groupe de parents et de militants pour l'éducation nouvelle, de l'école « Bonaventure ».
C'est une école expérimentale autogestionnaire d'inspiration libertaire située sur l'île d’Oléron. Elle est le prolongement de la crèche « l’île aux enfants » inaugurée à la fin des années 1980 et également animée par Thyde Rosell.
Entre son ouverture en 1993 et sa fermeture forcée en 2001, l'école a accueilli entre 50 et 60 enfants de 3 à 11 ans dans des classes d'une douzaine d'enfants.
La philosophie de l'école la définit comme une éducation « À et PAR la liberté, l'égalité, l'entraide, l'autogestion et la citoyenneté »
Le fonctionnement organisationnel de l'école se base sur le principe de la gratuité, par un financement militant et la vente des productions de l'école, ainsi que de la propriété collective et l'égalité des revenus pour les enseignants. Tout ces éléments sont discutés annuellement en congrès.
Quant au fonctionnement interne de la classe, il se rapproche grandement de la pédagogie Freinet, incluant dans l'équipe pédagogique des animateurs et animatrices ainsi que les parents d’élèves. Les élèves en tant qu'individus n'appartenant à personne d'autre qu'à eux-mêmes (grand principe anarchiste) proposent et discutent hebdomadairement de projets. Les élèves s'autoévaluent et évaluent les connaissances de leurs camarades.
N'ayant pas la volonté de créer un mouvement pédagogique à part entière, cette expérience unique en Europe prend fin en 2001 sous la pression du ministère de l'Éducation nationale

### Écrivaine
Thyde Rosell écrit régulièrement des articles traitant de pédagogie dans des revues militantes ou de l'éducation nouvelle. Elle écrit aussi plusieurs livres sur l’expérience Bonaventure, notamment Oui, nous avons hébergé un terroriste...de trois ans dans lequel, avec son compagnon, elle revient sur leur arrestation pour avoir scolarisé l'enfant de 2 membres du groupe armé basque ETA. Innocentés, ils posent la question du droit à l’éducation pour tous les enfants, indépendamment de ce que peuvent être leurs parents.